# Cagliari Calcio 1976-1977
Questa voce raccoglie le informazioni riguardanti il Cagliari Calcio nelle competizioni ufficiali della stagione 1976-1977.

## Stagione
Vicinissimo al ritorno in Serie A, il Cagliari non riesce per un soffio a centrare l'obbiettivo.

Arriva quarto, con gli stessi punti delle due promosse, ma perde gli spareggi e la promozione in Serie A.

La squadra sarda paga a caro prezzo un girone di andata chiuso a 22 punti in settima posizione. Poi, nel girone ritorno con 27 punti raccolti, fa meglio de tutte le altre squadre.

Se poi si contano i 2 punti banalmente persi il 20 marzo a tavolino, per la partita vinta 1-0 al Sant'Elia contro il Lecce che verrà ricordata come "il giallo dell'arancia", allora il rimpianto diventa anche veramente doppio.
Nella Coppa Italia il Cagliari disputa il settimo girone di qualificazione piazzandosi al 3º posto.
In questa stagione si alternano, con successo a difesa della porta cagliaritana i portieri Roberto Corti e Renato Copparoni. 
Il duo d'attacco composto da Gigi Piras e Pietro Paolo Virdis, autori rispettivamente di 10 e 18 reti, si rivela efficace in campionato ma non negli spareggi per risalire nella massima serie.

## Rosa
| N. |                   | Ruolo | Calciatore              |
| -- | ----------------- | ----- | ----------------------- |
|    | Italia (bandiera) | P     | Roberto Corti           |
|    | Italia (bandiera) | P     | Renato Copparoni        |
|    | Italia (bandiera) | D     | Mario Brugnera          |
|    | Italia (bandiera) | D     | Francesco Ciampoli      |
|    | Italia (bandiera) | D     | Costantino Idini        |
|    | Italia (bandiera) | D     | Oreste Lamagni          |
|    | Italia (bandiera) | D     | Silvio Longobucco       |
|    | Italia (bandiera) | D     | Renato Roffi (capitano) |
|    | Italia (bandiera) | D     | Roberto Sequi           |
|    | Italia (bandiera) | D     | Giuseppe Tomasini       |
|    | Italia (bandiera) | D     | Mario Valeri            |
|    | Italia (bandiera) | C     | Giuseppe Bellini        |

| N. |                   | Ruolo | Calciatore             |
| -- | ----------------- | ----- | ---------------------- |
|    | Italia (bandiera) | C     | Francesco Casagrande   |
|    | Italia (bandiera) | C     | Vito Graziani          |
|    | Italia (bandiera) | C     | Ivan Gregori           |
|    | Italia (bandiera) | C     | Roberto Leschio        |
|    | Italia (bandiera) | C     | Roberto Quagliozzi     |
|    | Italia (bandiera) | C     | Sergio Racchetta       |
|    | Italia (bandiera) | C     | Giovanni Roccotelli    |
|    | Italia (bandiera) | A     | Giovanni Carlo Ferrari |
|    | Italia (bandiera) | A     | Luigi Piras            |
|    | Italia (bandiera) | A     | Luigi Riva             |
|    | Italia (bandiera) | A     | Gianfranco Urgias      |
|    | Italia (bandiera) | A     | Pietro Paolo Virdis    |

## Calciomercato
| Acquisti         | Acquisti               | Acquisti | Acquisti                 |
| R.               | Nome                   | da       | Modalità                 |
| ---------------- | ---------------------- | -------- | ------------------------ |
| P                | Roberto Corti          | Sorrento | definitivo               |
| D                | Francesco Ciampoli     | Genoa    | definitivo               |
| C                | Giuseppe Bellini       | ALMAS    | definitivo               |
| C                | Francesco Casagrande   | Monza    | definitivo               |
| A                | Giovanni Carlo Ferrari | Lazio    | definitivo               |
| A                | Giovanni Roccotelli    | Torino   | definitivo               |
| Altre operazioni |                        |          |                          |
| R.               | Nome                   | da       | Modalità                 |
| D                | Alberto Mantovani      |          | rescissione contrattuale |

| Cessioni | Cessioni           | Cessioni | Cessioni      |
| R.       | Nome               | a        | Modalità      |
| -------- | ------------------ | -------- | ------------- |
| P        | Sergio Buso        | Bologna  | definitivo    |
| P        | William Vecchi     | Como     | definitivo    |
| D        | Comunardo Niccolai | Perugia  | definitivo    |
| C        | Cesare Butti       | Torino   | definitivo    |
| C        | Nenè               |          | fine carriera |
| C        | Fernando Viola     | Lazio    | definitivo    |
| A        | Desiderio Marchesi | Catania  | definitivo    |

## Risultati

### Serie B

#### Girone di andata
| Cagliari 26 settembre 1976 1ª giornata | Cagliari        | 0 – 0 | SPAL | Stadio Sant'Elia\| Arbitro: \| Lattanzi (Roma) \| |
| Arbitro:                               | Lattanzi (Roma) |       |      |                                                   |

| Arbitro: | Schena (Foggia) |

|              |           |            |
| Chimenti 32’ | Marcatori | 10’ Virdis |

| Arbitro: | Prati (Parma) |

|                |           |  |
| Quagliozzi 51’ | Marcatori |  |

| Arbitro: | Panzino (Catanzaro) |

|                |           |                       |
| Pellizzaro 45’ | Marcatori | 2’ Piras 42’ Brugnera |

| Arbitro: | Lops (Torino) |

|           |           |             |
| Piras 83’ | Marcatori | 79’ Cerilli |

| Lecce 31 ottobre 1976 6ª giornata | Lecce           | 0 – 0 | Cagliari | Stadio Via del Mare\| Arbitro: \| Menegali (Roma) \| |
| Arbitro:                          | Menegali (Roma) |       |          |                                                      |

| Arbitro: | Reggiani (Bologna) |

|                                              |           |                               |
| Piras 34’ Roccotelli 49’ Brugnera 84’ (rig.) | Marcatori | 44’ Mastropasqua 55’ Bertuzzo |

| Arbitro: | Pieri (Genova) |

|          |           |                |
| Majo 61’ | Marcatori | 70’ Quagliozzi |

| Cagliari 21 novembre 1976 9ª giornata | Cagliari            | 0 – 0 | Como | Stadio Sant'Elia\| Arbitro: \| Lo Bello (Siracusa) \| |
| Arbitro:                              | Lo Bello (Siracusa) |       |      |                                                       |

| Avellino 28 novembre 1976 10ª giornata | Avellino         | 0 – 0 | Cagliari | Stadio Partenio\| Arbitro: \| Terpin (Trieste) \| |
| Arbitro:                               | Terpin (Trieste) |       |          |                                                   |

| Arbitro: | Frasso (Capua) |

|             |           |            |
| Ferrari 28’ | Marcatori | 32’ Fusaro |

| Arbitro: | Barbaresco (Cormons) |

|             |           |                         |
| Fiorini 38’ | Marcatori | 9’ Ferrari 22’ Brugnera |

| Arbitro: | Gussoni (Tradate) |

|                        |           |  |
| Ferrari 38’ Virdis 62’ | Marcatori |  |

| Arbitro: | Reggiani (Bologna) |

|                            |           |  |
| La Rosa 40’ Mosti 44’, 63’ | Marcatori |  |

| Arbitro: | Barboni (Firenze) |

|                      |           |  |
| Virdis 37’, 47’, 86’ | Marcatori |  |

| Arbitro: | Benedetti (Roma) |

|                            |           |            |
| Iacovone 41’ Jacomuzzi 83’ | Marcatori | 70’ Virdis |

| Arbitro: | Ciacci (Firenze) |

|                                   |           |             |
| Taddei 25’ De Lorentis 60’ (rig.) | Marcatori | 21’ Ferrari |

| Arbitro: | Lapi (Firenze) |

|             |           |               |
| Brugnera 6’ | Marcatori | 63’ Antonelli |

| Arbitro: | Mascia (Milano) |

|            |           |                |
| Vivani 73’ | Marcatori | 56’ Roccotelli |

#### Girone di ritorno
| Arbitro: | Casarin (Milano) |

|           |           |              |
| Paina 55’ | Marcatori | 84’ Brugnera |

| Arbitro: | Lops (Torino) |

|            |           |  |
| Virdis 66’ | Marcatori |  |

| Novara 27 febbraio 1977 22ª giornata | Novara          | 0 – 0 | Cagliari | Stadio Comunale\| Arbitro: \| Schena (Foggia) \| |
| Arbitro:                             | Schena (Foggia) |       |          |                                                  |

| Arbitro: | Falasca (Chieti) |

|            |           |  |
| Virdis 41’ | Marcatori |  |

| Arbitro: | Ciulli (Roma) |

|           |           |  |
| Salvi 82’ | Marcatori |  |

| Cagliari 20 marzo 1977 25ª giornata | Cagliari            | 0 – 2 A tav. | Lecce | Stadio Sant'Elia\| Arbitro: \| Lo Bello (Siracusa) \| |
| Arbitro:                            | Lo Bello (Siracusa) |              |       |                                                       |

| Arbitro: | Terpin (Trieste) |

|                       |           |  |
| Mastropasqua 58’, 60’ | Marcatori |  |

| Arbitro: | Redini (Pisa) |

|           |           |  |
| Piras 61’ | Marcatori |  |

| Como 11 aprile 1977 28ª giornata | Como             | 0 – 0 | Cagliari | Stadio Giuseppe Sinigaglia\| Arbitro: \| D'Elia (Salerno) \| |
| Arbitro:                         | D'Elia (Salerno) |       |          |                                                              |

| Arbitro: | Lanzetti (Viterbo) |

|                          |           |  |
| Virdis 4’ Longobucco 48’ | Marcatori |  |

| Arbitro: | Lops (Torino) |

|           |           |                      |
| Mutti 35’ | Marcatori | 52’ Virdis 60’ Piras |

| Arbitro: | Governa (Alessandria) |

|                                |           |          |
| Piras 26’, 79’ Virdis 44’, 71’ | Marcatori | 53’ Ghio |

| Modena 8 maggio 1977 32ª giornata | Modena                 | 0 – 0 | Cagliari | Stadio Alberto Braglia\| Arbitro: \| F. Panzino (Catanzaro) \| |
| Arbitro:                          | F. Panzino (Catanzaro) |       |          |                                                                |

| Arbitro: | Michelotti (Parma) |

|                             |           |            |
| Piras 10’ Virdis 69’ (rig.) | Marcatori | 84’ Nobili |

| Arbitro: | Gussoni (Tradate) |

|             |           |                          |
| Zanolla 49’ | Marcatori | 23’ Quagliozzi 79’ Piras |

| Arbitro: | Tani (Livorno) |

|                        |           |            |
| Virdis 13’, 33’ (rig.) | Marcatori | 30’ Turini |

| Arbitro: | Trinchieri (Reggio Emilia) |

|                                   |           |                      |
| Virdis 6’ Piras 9’ Casagrande 77’ | Marcatori | 24’, 41’ De Lorentis |

| Monza 12 giugno 1977 37ª giornata | Monza           | 0 – 0 | Cagliari | Stadio Gino Alfonso Sada\| Arbitro: \| Menegali (Roma) \| |
| Arbitro:                          | Menegali (Roma) |       |          |                                                           |

| Arbitro: | Lattanzi (Roma) |

|                             |           |                         |
| Virdis 21’, 50’ Ferrari 81’ | Marcatori | 57’, 68’ (rig.) Zandoli |

#### Spareggi promozione
| Firenze 25 giugno 1977 1º spareggio | Pescara             | 0 – 0 | Cagliari | Stadio Comunale\| Arbitro: \| Menicucci (Firenze) \| |
| Arbitro:                            | Menicucci (Firenze) |       |          |                                                      |

| Arbitro: | Bergamo (Livorno) |

|                     |           |             |
| Rocca 53’ Scala 56’ | Marcatori | 75’ Lamagni |

| Bologna 3 luglio 1977 3º spareggio | Pescara          | 0 – 0 | Atalanta | Stadio Comunale\| Arbitro: \| Gonella (Torino) \| |
| Arbitro:                           | Gonella (Torino) |       |          |                                                   |

### Coppa Italia

#### Settimo Girone
| Cagliari 29 agosto 1976 1ª giornata | Cagliari        | 0 – 0 | Perugia | Stadio Sant'Elia\| Arbitro: \| Milan (Trieste) \| |
| Arbitro:                            | Milan (Trieste) |       |         |                                                   |

| Arbitro: | Longhi (Roma) |

|  |           |           |
|  | Marcatori | 32’ Rossi |

| Arbitro: | Falasca (Chieti) |

|                     |           |               |
| Bellinazzi 35’, 73’ | Marcatori | 5’, 23’ Piras |

| Arbitro: | Andreoli (Padova) |

|              |           |                      |
| Saltutti 41’ | Marcatori | 43’ Virdis 67’ Piras |

| 19 settembre 1976 5ª giornata |  | – Riposo |  |  |

## Statistiche

### Statistiche di squadra
| Competizione | Punti | In casa | In casa | In casa | In casa | In casa | In casa | In trasferta | In trasferta | In trasferta | In trasferta | In trasferta | In trasferta | Totale | Totale | Totale | Totale | Totale | Totale | DR  |
| Competizione | Punti | G       | V       | N       | P       | Gf      | Gs      | G            | V            | N            | P            | Gf           | Gs           | G      | V      | N      | P      | Gf     | Gs     | DR  |
| ------------ | ----- | ------- | ------- | ------- | ------- | ------- | ------- | ------------ | ------------ | ------------ | ------------ | ------------ | ------------ | ------ | ------ | ------ | ------ | ------ | ------ | --- |
| Serie B      | 49    | 19      | 13      | 5       | 1       | 31      | 14      | 21           | 4            | 11           | 6            | 15           | 20           | 40     | 17     | 16     | 7      | 46     | 34     | +12 |
| Coppa Italia | -     | 2       | 0       | 1       | 1       | 0       | 1       | 2            | 1            | 1            | 0            | 4            | 3            | 4      | 1      | 2      | 1      | 4      | 4      | 0   |
| Totale       |       | 21      | 13      | 6       | 2       | 31      | 15      | 23           | 5            | 12           | 6            | 19           | 23           | 44     | 18     | 18     | 8      | 50     | 38     | +12 |

### Statistiche dei giocatori
Fonte:
| Giocatore     | Serie B  | Serie B | Coppa Italia | Coppa Italia | Totale   | Totale |
| Giocatore     | Presenze | Reti    | Presenze     | Reti         | Presenze | Reti   |
| ------------- | -------- | ------- | ------------ | ------------ | -------- | ------ |
| G. Bellini    | 20+2     | 0+0     | 2            | 0            | 24       | 0      |
| M. Brugnera   | 36+2     | 5+0     | 2            | 0            | 40       | 5      |
| F. Casagrande | 34+1     | 1+0     | 4            | 0            | 39       | 1      |
| F. Ciampoli   | 33+2     | 0+0     | 1            | 0            | 36       | 0      |
| R. Copparoni  | 19+1     | -18+-2  | 3            | -3           | 23       | -23    |
| R. Corti      | 19+1     | -12+0   | 1            | -1           | 21       | -13    |
| G. Ferrari    | 15+1     | 5+0     | 0            | 0            | 16       | 5      |
| V. Graziani   | 14+0     | 0+0     | 4            | 0            | 18       | 0      |
| C. Idini      | 6+0      | 0+0     | 3            | 0            | 9        | 0      |
| O. Lamagni    | 21+1     | 0+1     | 2            | 0            | 24       | 1      |
| S. Longobucco | 29+2     | 1+0     | 3            | 0            | 34       | 1      |
| L. Piras      | 29+2     | 10+0    | 4            | 3            | 35       | 13     |
| R. Quagliozzi | 36+2     | 3+0     | 4            | 0            | 42       | 3      |
| S. Racchetta  | 1+0      | 0+0     | 0            | 0            | 1        | 0      |
| G. Roccotelli | 28+0     | 2+0     | 4            | 0            | 32       | 2      |
| R. Roffi      | 32+2     | 0+0     | 4            | 0            | 38       | 0      |
| R. Sequi      | 1+0      | 0+0     | 0            | 0            | 1        | 0      |
| G. Tomasini   | 6+0      | 0+0     | 0            | 0            | 6        | 0      |
| G. Urgias     | 1+0      | 0+0     | 1            | 0            | 2        | 0      |
| M. Valeri     | 36+2     | 0+0     | 4            | 0            | 42       | 0      |
| P. Virdis     | 33+2     | 18+0    | 4            | 1            | 39       | 19     |